# سیگورد یوسلن
سیگورد یوسلن (فنلاندی: Sigurd Juslén; ۲۵ نوامبر ۱۸۸۵ – ۴ آوریل ۱۹۵۴) قایقران قایق بادبانی اهل فنلاند بود.